# Organka żółtogardła
Organka żółtogardła (Euphonia hirundinacea) – gatunek małego ptaka z rodziny łuszczakowatych (Fringillidae), podrodziny organek. Występuje od Meksyku po Panamę. Niezagrożony wyginięciem.

## Morfologia
Występuje wyraźny dymorfizm płciowy. U samca czoło żółte, aż do wysokości oczu. Broda, gardło, pierś i cały spód ciała także żółty. Pozostała część głowy, skrzydła oraz grzbiet ciała, kuper oraz pokrywy nadogonowe granatowe, połyskliwe. Lotki i sterówki czarne z granatowymi obrzeżeniami. Dziób szaroniebieski, nogi i stopy ołowiane. Tęczówki brązowe.
Samica z wierzchu oliwkowozielona, wykazuje słaby zielony połysk. Czoło, kuper i pokrywy nadogonowe żółtooliwkowe. Na najbardziej zewnętrznych sterówkach na końcu biała plamka. Boki głowy szarawe, pokrywy uszne oliwkowe. Broda jasna, oliwkowożółta. Gardło i pierś jasnoszare, na brzuchu barwa przechodzi w białą. Boki ciała żółtooliwkowe. Osobniki młodociane upierzone podobnie, lecz bez połysku.
Masa ciała wynosi 12–18 g.

### Wymiary
Wymiary zostały podane w milimetrach.
| Miejsce zebrania okazu | Płeć | Skrzydło | Ogon | Dziób | Skok |
| ---------------------- | ---- | -------- | ---- | ----- | ---- |
| płd.-wsch. Meksyk      | ♂    | 61,2     | 35,1 | 8,1   | 15   |
| Gwatemala              | ♂    | 59,2     | 34,3 | 7,6   | 15   |
| Kostaryka              | ♂    | 61,5     | 36,1 | 8,6   | 15,5 |
| płd.-wsch. Meksyk      | ♀    | 58,2     | 33,3 | 8,4   | 15,2 |
| Gwatemala              | ♀    | 57,2     | 31,2 | 7,4   | 14,2 |

## Zasięg występowania i podgatunki
Wyróżnia się następujące podgatunki:
- E. h. suttoni A.R. Phillips, 1966 – wschodni Meksyk
- E. h. caribbaea A.R. Phillips, 1966 – południowo-centralny Meksyk
- E. h. hirundinacea Bonaparte, 1838 – południowo-wschodni Meksyk do wschodniej Nikaragui
- E. h. gnatho (Cabanis, 1861) – północno-zachodnia Nikaragua do zachodniej Panamy

## Behawior
Organka żółtogardła żywi się owocami. Żyją w parach, lecz nie są terytorialne. Przeważnie cicha, niekiedy zarówno samce, jak i samice odzywają się wolnym, dzwoniącym cheyyu lub chu.

## Lęgi

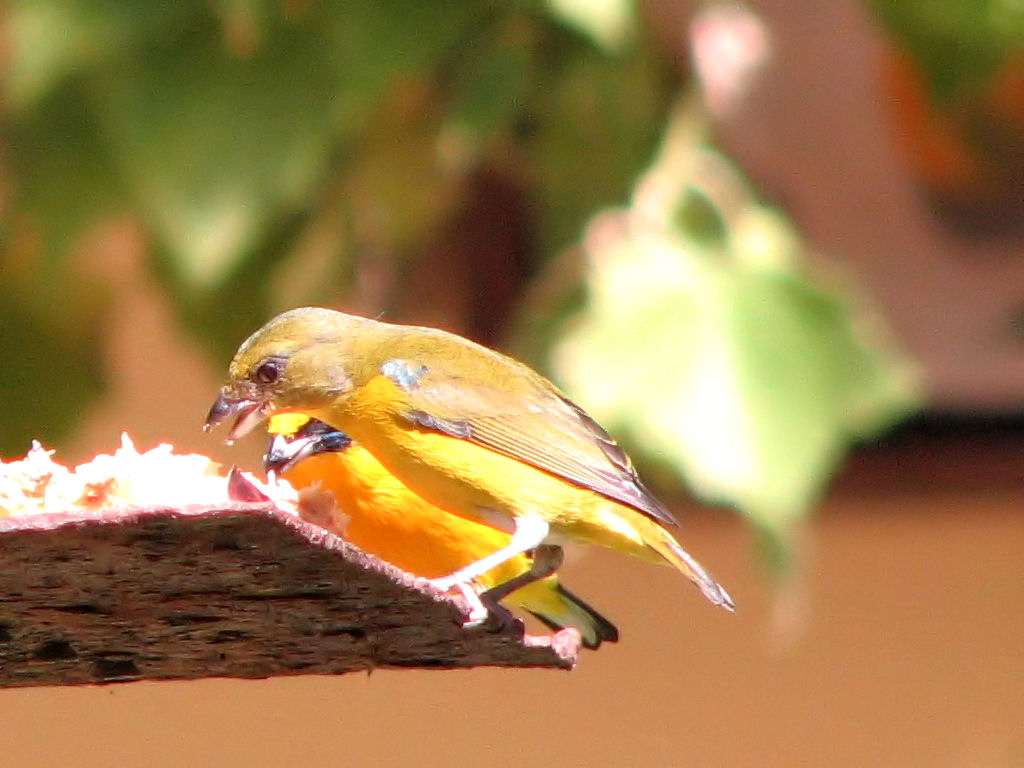
Samica

Dane dotyczą 69 gniazd zbadanych w latach 1987–1990 w Monteverde (Kostaryka).
Okres lęgowy w Kostaryce trwa od kwietnia do lipca. Gniazdo mieści się w zagłębieniu (w przypadku badanych osobników były to zagłębienia w przydrożnych skarpach). Znajduje się na wysokości 1–3,5 m nad ziemią. Jedno gniazdo odnaleziono w pniu drzewa na skraju lasu. Budulec stanowią liście, korzenie i włókna roślinne. Gniazdo o kulistym kształcie ma średnicę około 8–9 cm. Okrągłe boczne wejście ma średnicę około 35–40 mm, znajduje się ok. 2–3 cm nad spodem gniazda. Zamaskowane jest ono mchem. Budują je oba ptaki z pary, choć prawdopodobnie to samiec szuka miejsca.
Jaja są składane w odstępach jednodniowych i zwykle jest ich 4. Mają masę ok. 1,4 grama, co stanowi około 8,2% masy ciała samicy. W 24 gniazdach spośród 109 jaj z dwunastu nie wykluły się młode. Wysiaduje jedynie samica, jednakże samiec jej pilnuje. Inkubacja zajmuje 64,6–78% dnia. Samica robi w niej przerwy co średnio 42,9 minuty.
Młode karmione są co 25–66 minut. Zwykle karmią je oba ptaki z pary, rzadko sama samica, nie zaobserwowano zaś karmiącego samotnie samca. Przez 6–7 dni od wyklucia samica opiekuje się młodymi w gnieździe, co zajmuje jej średnio 39,3% dnia. Przed wejściem do gniazda rodzic siada najpierw na gałęzi 3–6 m od niego, nie wlatuje od razu do otworu gniazdowego. Nie zaobserwowano odchodów w okolicy gniazda ani w nim, toteż rodzice połykają je. Pisklęta są karmione głównie owocami i nasionami, opiekunowie zwracają im pokarm do dzioba. Po jedzeniu przez skórę prześwituje im barwa pożywienia (zielona, niebieska lub fioletowa). Niekiedy otrzymują też owady lub ślimaki. Młode przybierają na wadze około grama dziennie, aż w wieku ok. 12 dni nie osiągną masy 13,5 g; zaczynają im wtedy także rosnąć lotki. Otwierają oczy w piątym dniu. Sukces lęgowy wynosi 35,5%.

## Status
W Czerwonej księdze gatunków zagrożonych IUCN organka żółtogardła klasyfikowana jest jako gatunek najmniejszej troski (LC, Least Concern). W 2019 roku organizacja Partners in Flight szacowała, że liczebność światowej populacji mieści się w przedziale 0,5–5,0 milionów dorosłych osobników; trend liczebności populacji oceniała jako lekko spadkowy.